# Eric Schmidt
Eric Emerson Schmidt (Falls Church, 27 aprile 1955) è un imprenditore, dirigente d'azienda e collezionista d'arte statunitense, amministratore delegato (CEO) di Google dal 2001 al 2011, presidente esecutivo di Google dal 2011 al 2015,  presidente esecutivo di Alphabet Inc. dal 2015 al 2017 e il consigliere tecnico di Alphabet dal 2017 al 2020..
Nel 2008, durante il suo mandato come presidente di Google, Schmidt ha fatto una campagna per Barack Obama, e successivamente è diventato membro del Consiglio dei consulenti per la scienza e la tecnologia del presidente Obama, con Eric Lander che in seguito divenne il consulente scientifico di Joe Biden. Nel frattempo, Schmidt aveva lasciato Google e nel 2017 aveva fondato l'impresa filantropica Schmidt Futures.
Dal 2016 al 2020 è stato presidente del Defense Innovation Advisory Board, legato al Pentagono. Ad aprile 2022, il Bloomberg Billionaires Index ha classificato Schmidt come la 54a persona più ricca del mondo, con un patrimonio netto stimato di 25,1 miliardi di dollari

## Biografia
Schmidt è nato a Falls Church ed è cresciuto tra la sua città e Blacksburg, entrambe in Virginia. È uno dei tre figli di Eleanor, che ha conseguito un master in psicologia, e Wilson Emerson Schmidt, professore di economia internazionale alla Virginia Tech e all'Università Johns Hopkins, che ha lavorato presso il Dipartimento del tesoro degli Stati Uniti d'America durante l'Amministrazione Nixon.  Schmidt ha trascorso parte della sua infanzia in Italia, precisamente a Bologna, a causa del lavoro di suo padre.
Schmidt si è diplomato alla Yorktown High School nel quartiere Yorktown della contea di Arlington, in Virginia, nel 1972, dopo aver vinto otto premi. Ha frequentato l'Università di Princeton, iniziando in architettura e passando poi all'ingegneria elettrica, laureandosi nel 1976. Nel 1979 si è specializzato, presso l'Università di Berkeley, nella progettazione e implementazione di una rete (Berknet) che collega il centro informatico del campus con vari  dipartimenti. Lì, ha anche conseguito un dottorato di ricerca nel 1982 in EECS, con una tesi sui problemi della gestione dello sviluppo di software distribuito e sugli strumenti per risolvere questi problemi.
Nel 2024 ha contribuito con un milione di euro alla ristrutturazione della torre della Garisenda di Bologna, città alla quale è affettivamente legato. Questa donazione fa seguito a quella di tre milioni di euro in favore della Bologna Business School.